# دانييل برافو
دانييل برافو (بالفرنسية: Daniel Bravo) (9 فبراير 1963 في تولوز) لاعب كرة قدم فرنسي معتزل ذو أصول إسبانية، كان يجيد اللعب في مركز الوسط المدافع .

## المسيرة الرياضية
في 24 يوليو 1980، شارك برافو البالغ من العمر 17 سنة في أول مباراة له في بطولة دوري الدرجة الأولى الفرنسي، وقد لعب لصالح نادي نيس في مواجهة نادي ميتز . على الرغم من هبوط نادي نيس إلى الدرجة الثانية في نهاية موسم 1981/1982 إلا أنه تم استدعائه للمشاركة في صفوف منتخب فرنسا وديا أمام منتخب إيطاليا في فبراير 1982 .
ساهم برافو في تحقيق أول انتصار لمنتخب فرنسا على منتخب إيطاليا منذ 60 سنة، عندما سجل أحد أهداف المباراة. وقرر برافو الاستمرار في نادي نيس في الدرجة الثانية واستطاع تسجيل 11 هدف مما لفت أنظار مسئولي نادي موناكو الذين قرروا التعاقد معه وانضم إليه قبل بداية موسم 1983/1984. على الرغم من عدم مشاركته الدائمة في صفوف منتخب فرنسا إلا أنه تم استدعائه للمشاركة في بطولة كأس الأمم الأوروبية 1984 التي أقيمت في فرنسا وتوجت فيها بطلة للمرة الأولى في تاريخها وقد دخل بديلا عن جان مارك فيراري في المباراة أمام منتخب يوغوسلافيا.
حقق مع فريق موناكو بطولة كأس فرنسا سنة 1985. ثم عاد إلى ناديه السابق نيس في سنة 1987 ولكنه لم يحقق شيئا يذكر. انتقل إلى نادي باريس سان جيرمان حيث بزغت قدراته وموهبته بعدما قرر الاعتزال دوليا في سنة 1989 حيث قاد الفريق لتحقيق بطولة دوري الدرجة الأولى سنة 1994 وبطولة كأس فرنسا مرتين 1993 و1995 وكأس الدوري الفرنسي سنة 1995 وبطولة كأس أبطال الكؤوس الأوروبي سنة 1996 .
بسبب قرارات خاطئة قرر الانتقال إلى نادي بارما الإيطالي (1996-1997) ثم نادي ليون (1997-1998) ثم نادي مرسيليا (1998-1999) من دون أي تألق وفي نهاية الأمر عاد إلى نادي نيس سنة 1999 واعتزل لعب كرة القدم في 2000 .

## روابط خارجية
- دانييل برافو على موقع الاتحاد الدولي (مؤرشف)  (الإنجليزية)
- دانييل برافو على موقع قاعدة بيانات كرة القدم.إي يو (الإنجليزية)
- دانييل برافو على موقع ليكيب (الفرنسية)
- دانييل برافو على موقع ناشيونال فوتبول تيمز (الإنجليزية)
- دانييل برافو على موقع عالم كرة القدم.نت (الإنجليزية)